# 関根“シュレック”秀樹
関根“シュレック”秀樹（せきね シュレック ひでき、1973年8月13日 - ）は、日本の男性総合格闘家、プロレスラー、 柔術家、静岡県磐田市出身。ボンサイ柔術所属。

## 来歴
2016年12月2日、ONE Championship: Age of DominationにてONE世界ヘビー級王者のブランドン・ヴェラに挑戦した。1RにTKO負けを喫し、王座獲得に失敗した。
2017年9月16日、ONE Championship: Total Victoryにてアライン・ンガラニと対戦し、1RにKO負けを喫した。
2018年7月7日、佐藤光留主宰のハードヒットに参戦。阿部諦道とのシングルマッチで勝利、プロレスラーデビューとなった。
2018年11月23日、ONE Championship: Conquest of Championsにてアレクサンドル・マチャドと対戦し、2RにTKO負けを喫した。
2019年7月30日、東京愚連隊興行に参戦。甲斐拓也、葛西純と組んで、バッファロー、関根龍一、征矢学と対戦した。
2019年11月12日、DDTプロレスリングの男性客限定興行 野郎Zに参戦。ハンディキャップマッチにて勝利。野郎Z軍に加入した。
2019年12月5日、ストロングスタイルプロレスに参戦、スーパータイガーと対戦した。
2020年2月22日、RIZIN.21にてDEEPメガトン級王者のロッキー・マルティネスと対戦し、1RにTKO負けを喫した。
2021年6月9日、GLEAT「LIDET UWF Ver.0」にハードヒット代表として参戦、藤原ライオンとUWFルールで対戦した。
2021年7月18日、プロレスリングFREEDOMS静岡大会に参戦、GENTAROとシングルマッチを行った。
2021年12月31日、RIZIN.33にてシビサイ頌真と対戦し、2RにグラウンドパンチによるTKO勝ちを収めた。
2022年4月16日、RIZIN TRIGGER 3rdにて貴賢神と対戦し、2RにサッカーボールキックによるTKO勝ち。
2022年7月31日、RIZIN.37でスダリオ剛と対戦し、1Rに左フックでダウンしパウンドによるTKO負けを喫した。
2022年9月12日、プロレス興業 タカタイチデスペマニアに参戦し、佐藤光留、プロフェッショナルレスリングJUST TAP OUTの夕張源太、十文字アキラと組み、鈴木みのる、金丸義信、DOUKI、TAKAみちのくと戦う。
2022年10月9日、GLEAT後楽園ホール大会に参戦し、佐藤光留と組み、伊藤貴則、飯塚優と戦う。
2023年6月24日、RIZIN.43で極真空手世界王者の上田幹雄と対戦し、1Rに膝蹴りとパンチを浴びた後、ハイキックによるTKO負けを喫した。
2024年6月22日「ブラッドスポーツ 武士道」に参戦、クイントン・ジャクソンと対戦した。
2025年5月9日、膝の手術を行った。

## 人物

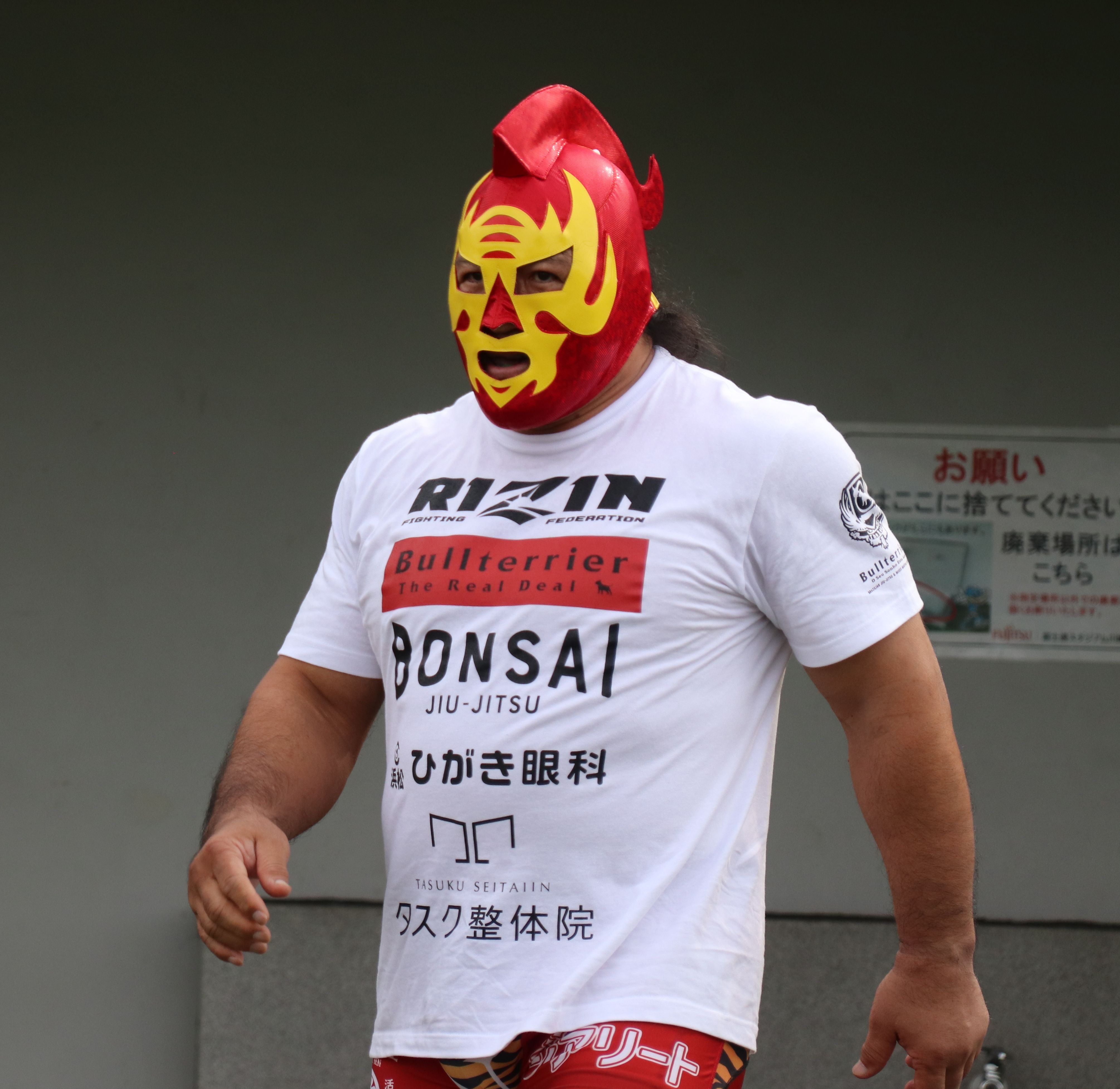
プロレス好きを表す入場シーン。被っているのはキン肉マンマリポーサのマスク。

元静岡県警マル暴刑事という異色の経歴の格闘家。巨人症とも言われる下垂体腺腫を患いながら現役を貫いている。。大のプロレス好きとして知られ、特にUWFインターナショナルを愛している。18年7月にハードヒットでプロレスデビューし、プロレスラーになるという夢を叶えた。これまでに、ハードヒットや全日本プロレス、プロレスリング・ノア、GLEAT、ZERO1、プロレスリングFREEDOMS、ストロングスタイルプロレスなどに参戦した。

## 戦績

### 総合格闘技
| 総合格闘技 戦績 | 総合格闘技 戦績 | 総合格闘技 戦績 | 総合格闘技 戦績 | 総合格闘技 戦績 | 総合格闘技 戦績 | 総合格闘技 戦績 |
| --------------- | --------------- | --------------- | --------------- | --------------- | --------------- | --------------- |
| 20 試合         | (T)KO           | 一本            | 判定            | その他          | 引き分け        | 無効試合        |
| 13 勝           | 8               | 4               | 1               | 0               | 0               | 0               |
| 7 敗            | 7               | 0               | 0               | 0               | 0               | 0               |

| 勝敗 | 対戦相手                 | 試合結果                                     | 大会名                                                                | 開催年月日     |
| ×    | 上田幹雄                 | 1R 0:22 TKO（左ハイキック）                  | RIZIN.43                                                              | 2023年6月24日  |
| ○    | どんくま                 | 1R 1:01 腕ひしぎ十字固め                     | KNUCKLE'S 15                                                          | 2023年4月23日  |
| ×    | スダリオ剛               | 1R 0:53 TKO（左フック→パウンド）             | RIZIN.37                                                              | 2022年7月31日  |
| ○    | 貴賢神                   | 2R 3:49 TKO（サッカーボールキック）          | RIZIN TRIGGER 3rd                                                     | 2022年4月16日  |
| ○    | シビサイ頌真             | 2R 2:09 TKO（パウンド）                      | RIZIN.33                                                              | 2021年12月31日 |
| ○    | KENNY中村                | 2R 2:40 TKO（パウンド）                      | DEEP HAMAMATSU IMPACT 2021                                            | 2021年9月19日  |
| ○    | 誠悟                     | 1R 0:16 KO（右フック→スタンドパンチ連打）    | DEEP 100 IMPACT～20th Anniversary～                                   | 2021年2月21日  |
| ×    | 酒井リョウ               | 2R 4:55 TKO（パウンド）                      | DEEP 95 IMPACT                                                        | 2020年8月23日  |
| ×    | ロッキー・マルティネス   | 1R 4:04 TKO（サッカーボールキック→パウンド） | RIZIN.21                                                              | 2020年2月22日  |
| ○    | 中井光義                 | 1R 4:41 TKO（パウンド）                      | DEEP HAMAMATSU IMPACT 2019                                            | 2019年9月15日  |
| ×    | アレクサンドル・マチャド | 2R 1:44 TKO（パウンド）                      | ONE Championship: Conquest of Champions                               | 2018年11月23日 |
| ×    | アライン・ンガラニ       | 1R 0:11 KO（右フック→パウンド）              | ONE Championship: Total Victory                                       | 2017年9月16日  |
| ×    | ブランドン・ヴェラ       | 1R 3:11 TKO（左ミドルキック→パウンド）       | ONE Championship: Age of Domination 【ONE世界ヘビー級タイトルマッチ】 | 2016年12月2日  |
| ○    | 河野隆太                 | 1R 2:26 TKO（パンチ）                        | REAL FIGHT CHAMPIONSHIP: REAL 1                                       | 2014年12月23日 |
| ○    | バーソロミュートシオ     | 1R 3:16 KO（パウンド）                       | DEEP HAMAMATSU IMPACT 2014                                            | 2014年9月14日  |
| ○    | 酒井リョウ               | 5分2R終了 判定3-0                            | DEEP CAGE IMPACT 2013                                                 | 2013年6月15日  |
| ○    | 土屋茂樹                 | 1R 1:36 腕ひしぎ十字固め                     | DEEP CAGE IMPACT 2012 in Tokyo                                        | 2012年12月8日  |
| ○    | 誠悟                     | 2R 2:38 TKO（スタンドパンチ連打）            | DEEP 51 IMPACT                                                        | 2010年12月11日 |
| ○    | 加藤実                   | 1R 1:37 腕ひしぎ十字固め                     | DEEP CAGE IMPACT 2010 in Hamamatsu                                    | 2010年9月19日  |
| ○    | 浦山靖朗                 | 1R 3:09 膝十字固め                           | DEEP HAMAMATSU IMPACT                                                 | 2009年9月27日  |

### シュートボクシング
| キックボクシング 戦績 | キックボクシング 戦績 | キックボクシング 戦績 | キックボクシング 戦績 | キックボクシング 戦績 | キックボクシング 戦績 | キックボクシング 戦績 |
| --------------------- | --------------------- | --------------------- | --------------------- | --------------------- | --------------------- | --------------------- |
| 1 試合                | (T)KO                 | 判定                  | その他                | 引き分け              | 無効試合              |                       |
| 1 勝                  | 0                     | 1                     | 0                     | 0                     | 0                     |                       |
| 0 敗                  | 0                     | 0                     | 0                     | 0                     | 0                     |                       |

| 勝敗 | 対戦相手 | 試合結果       | 大会名                                                            | 開催年月日     |
| ○    | 坂本優起 | 3R終了 判定3-0 | SHOOT BOXING 2023 シリーズ Final -Start towards 40th anniversary- | 2023年11月14日 |

### 異種格闘技
| 勝敗 | 対戦相手             | 試合結果                    | 大会名                                                             | 開催年月日     |
| ○    | ルアン・ヴィッセル   | 3R終了 判定2-1              | JAPAN MARTIAL ARTS EXPO PROLOGUE                                   | 2024年10月19日 |
| ○    | ヤン・ソウクップ     | 3R 1:04 一本勝ち（転落3回） | INOKI BOM-BA-YE × 巌流島 in 両国                                   | 2022年12月28日 |
| ×    | 鈴川真一             | 3R終了 判定0-3              | 巌流島 全日本武術選手権 2018 in MAIHAMA                            | 2018年9月17日  |
| ○    | ジミー・アンブリッツ | 1R 2:55 一本勝ち（腹固め）  | 巌流島 OUT ENEMY 2018 in MAIHAMA ―謹賀新年、宿敵同士の果たし合い―  | 2018年1月3日   |
| ○    | 川村亮               | 3R終了 判定2-1              | 巌流島 ADAUCHI 2017 in MAIHAMA ～サムライたちの仇討ち（REVENGE）～ | 2017年9月2日   |
| ○    | ホンシュウ・ビワコ   | 一本勝ち                    | 巌流島WAY OF THE SAMURAI2017                                       | 2017年5月6日   |

## 得意技
プロレス
- ジャーマンスープレックス
- アイアンクロー
- フロントスープレックス
- アルゼンチン・バックブリーカー
- 裏投げ

総合格闘技
- ジャーマンスープレックス
- サッカーボールキック
- 腕ひしぎ十字固め